# Zane Knowles
Zane Knowles (ur. 17 lutego 1992 w Nassau) – bahamski koszykarz, występujący na pozycjach skrzydłowego oraz środkowego, reprezentant kraju, obecnie zawodnik Balikesir Büyükşehir Belediyespor.
1 września 2015 podpisał umowę z Anwilem Włocławek. Dwa tygodnie później klub z Włocławka rozwiązał umowę, jeszcze przed rozpoczęciem sezonu zasadniczego. Następnie był testowany przez klub D-League - Salt Lake City Stars. Został zwolniony tuż przed rozpoczęciem sezonu. 24 listopada 2016 roku został zawodnikiem Siarki Tarnobrzeg. 28 lutego 2017 przeniósł się wraz z Travisem Relefordem do zespołu King Szczecin.
10 stycznia 2019 dołączył do występującego we francuskiej lidze Pro-B (II liga francuska) – Chartres Basket Masculins. 27 sierpnia został zawodnikiem greckiego PAOK-u Saloniki.
27 lipca 2020 zawarł umowę z tureckim Balikesir Büyükşehir Belediyespor.

## Osiągnięcia
Drużynowe
- Zdobywca Pucharu Bułgarii (2020)